# Куверский, Леонид Романович
Леонид Романович Куверский (род. 4 декабря 1938) — советский военный моряк-подводник, участник ракетных испытаний, Герой Советского Союза (9.10.1981). Капитан 1-го ранга (24.06.1977).

## Биография
Леонид Куверский родился 4 декабря 1938 года в Даугавпилсе. Окончил среднюю школу.
В июле 1957 года был направлен на службу в Военно-морской флот СССР. Сначала зачислен курсантом во 2-е Высшее военно-морское училище подводного плавания (Рига), но при его расформировании в августе 1959 года переведён в Тихоокеанское высшее военно-морское училище имени С. О. Макарова, которое окончил в 1962 году. Служил на дизельных подводных лодках Северного флота: командир торпедной группы ПЛ «Б-169», с февраля 1964 — командиром БЧ-3 подводной лодки «Б-109», с октября 1966 — помощник командира ПЛ «Б-107», с марта 1968 — старший помощник командира ПЛ «Б-807». К 1970 году принимал участие в пяти дальних походах общей продолжительностью более 90 суток, за что награждён орденом Красной Звезды. В 1968 году вступил в КПСС.
В 1972 году Куверский окончил Высшие специальные офицерские классы ВМФ СССР. С сентября 1972 — командир подводной лодки «Б-838», с июля 1973 — командир ПЛ «Б-31».
С июня 1974 года служил на атомных подводных лодках, старший помощник командира по боевому управлению атомного ракетного подводного крейсера стратегического назначения «К-447». С сентября 1977 года капитан 1-го ранга Леонид Куверский командовал этим подводным крейсером, находившимся в составе 41-й дивизии подводных лодок Северного флота (Гремиха). Под его руководством экипаж осуществлял боевое патрулирование в сложных условиях северных морей.
В июне-июле 1981 года в составе тактической группы совместно с АПЛ «К-467» (командир группы и командир похода контр-адмирал Э. Д. Балтин), подводная лодка Л. Р. Куверского принимала участие в проведении испытаний по определению возможности использования ракетного оружия в Арктике. В ходе этих испытаний АПЛ вышла в северную часть Баренцева моря, откуда 3 июля 1981 года впервые в СССР произвела стрельбу баллистическими ракетами после всплытия с проламыванием льда, точно поразив цели в Тихом океане.
Указом Президиума Верховного Совета СССР от 9 октября 1981 года за «мужество и отвагу, проявленные при исполнении специального задания командования» капитан 1-го ранга Леонид Куверский был удостоен высокого звания Героя Советского Союза с вручением ордена Ленина и медали «Золотая Звезда».
В 1984 году Куверский окончил заочно Военно-морскую академию имени А. А. Гречко. В ноябре 1982 года назначен на должность начальника штаба — заместителя командира 339-й бригады подводных лодок. С мая 1986 года служил начальником факультета противолодочного вооружения Высшего военно-морского училища подводного плавания имени Ленинского Комсомола. В августе 1989 года капитан 1-го ранга Л. Р. Куверский уволен в запас.
В настоящее время проживает в Санкт-Петербурге, работает в Научно-исследовательском институте ВМФ.
Был награждён орденами Красной Звезды (14.05.1970) и «За службу Родине в Вооружённых Силах СССР» 3-й степени (30.04.1975), рядом медалей, знаком «Почётный полярник».